# ملا مهمد بك (بيتريلا)
ملا مهمد بك (بالألبانية: Molla Mehmet beu، بالإنجليزية: Molla Mehmet Bey، بالتركية: Molla Mehmet Bey) المعروف باسم ملا بيتريلا بك (ت.1806  أو 1808) كان زعيمًا دينيًا عثمانيًا ألبانيًا ومحسنًا من تيرانا. ولد باسم مهمد، كان من نسل سليمان بارجيني، ذلك الجنرال الألباني العثماني من موليت القريبة، والذي حول تيرانا إلى مركز تجاري وديني متطور.
بدأ ملا مهمد بك بناء مسجد أدهم باي، وهو معلم ثقافي لألبانيا، ونقطة مرجعية أيضًا نظرًا لموقعه في الساحة الرئيسية في تيرانا. تقع سنة البناء بين عامي 1791 و 1794. تشير مصادر مختلفة إلى أن سنة البدء كانت في 1791، أو 1793 (1208 هـ)، أو 1794، وبعد وفاة ملا مهمد بك أكمل ابنه الحاج أدهم بك ذلك في 1819 أو 1821.